# Samut Songkhram Football Club
Il Samut Songkhram Football Club è una società calcistica thailandese con sede nella provincia di Samut Songkhram. Milita nella Thai Division 1 League, secondo livello del campionato thailandese.

## Storia
La squadra è stata fondata nel 2005 e nel 2007 ha conquistato per la prima volta nella sua storia la promozione nella massima divisione locale. Vi ha militato fino al termine del campionato 2014, quando è tornata nella Thai Division 1 League.